# Potamon (Potamonautes) celebensis
Potamon (Potamonautes) celebensis is een krabbensoort uit de familie van de Potamidae.